# Бьелашница (гора)
Бьелашница (серб. Бјелашница) — гора на территории Боснии и Герцеговины в Республике Сербской. Высота главной вершины — Великой Белашницы — составляет 1 867 метров над уровнем моря. У подножия горы находятся город Гацко и Гачатское полье, а сама она соприкасается с горой Баба. Поверхность горы довольно каменистая, типичная для Динарского нагорья.